# Henri Giffard
Pour les articles homonymes, voir Giffard.
Henri Giffard (prononcer : \ɑ̃.ʁi ʒi.faʁ\) né Henry-Jacques Giffard le 8 février 1825 à Paris, où il est mort le 15 avril 1882, est un inventeur français, à qui l'on doit l'injecteur et le dirigeable propulsé par la vapeur.

## Biographie

### Naissance et orientation
Il naît le 8 février 1825 à Paris et fait ses études au collège Bourbon. Dès l'âge de quatorze ans, il fait l'école buissonière et court voir les premières locomotives. Il se passionne pour les chemins de fer naissants, la mécanique. Plus tard, il pilotera des locomotives pour les chemins de fer de l'Ouest. Il va suivre les cours de l'École centrale des arts et manufactures
Il fait ses premières ascensions en ballon à 18 ans. Il fabrique des moteurs à vapeur à haut rendement avec M. Flaud dès 1849. Dès 1850 il imagine un nouveau système d'injecteur pour les chaudières, mais ne peut le réaliser, faute de moyens. Il dépose le 20 août 1851 un brevet (no 12226) sur l'application de la vapeur à la navigation aérienne, en collaboration avec l'École centrale.

Animation de la machine à vapeur d'Henri Giffard.

Il teste son ballon allongé en 1851, aidé de deux centraliens : David et Sciama. Le 24 septembre 1852, il fait le premier vol propulsé et contrôlé dans un dirigeable, voyageant sur une distance de 27 km de Paris à Élancourt dans un ballon dirigeable de 2 500 m3, équipé d'un moteur à vapeur de 3 chevaux (animations ci-contre).
En 1855, il réalise un deuxième vol à bord d'un nouveau dirigeable, accompagné de Gabriel Yon, son collaborateur (voir cette cette image). Ce vol se termine par un bris de l'enveloppe contenant le gaz.

### Découvertes technologiques
Il dépose un nouveau brevet pour la navigation aérienne en 1855 (no 24057) et fait breveter une valve de régulateur le 26 novembre 1857.

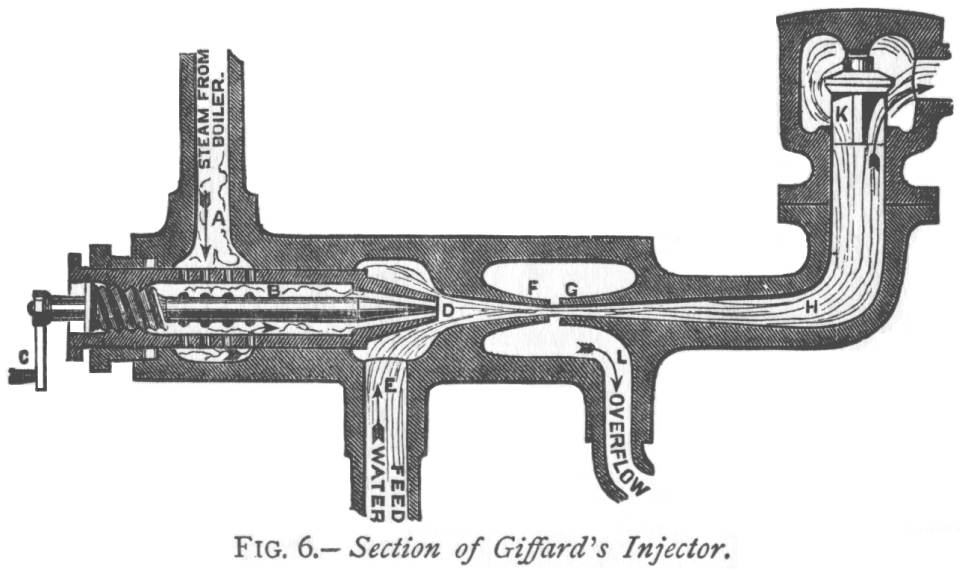
Injecteur Giffard.

Le 1er février 1858, il fait un nouveau brevet d'un système d'injecteur fonctionnant à la force centrifuge mais est menacé de procès pour plagiat. En remplacement, il brevette l'injecteur, qui fera sa fortune, le 8 mai 1858. Il s'agit d'un procédé sans aucune pièce en mouvement. Il est composé de deux cônes séparés d'un intervalle libre. La vapeur qui sert à actionner le dispositif se condense en abandonnant sa vitesse et en la transformant en pression qu'elle transmet à l'eau qui alimente alors la chaudière, sans gaspillage aucun. En effet la pression communiquée à l'eau est ainsi supérieure à la pression initiale de la vapeur.
En 1859, la première locomotive équipée du nouveau système est testée, en conservant en parallèle l'ancien procédé en cas de secours, qui ne sera jamais utilisé et vite démonté. Ce dispositif est adapté pour améliorer le procédé Triger, qui permet le creusement de zone inondée en pressurisant l'air ambiant pour faire baisser le niveau de l'eau.

### Expositions et perfectionnements
Pour l'Exposition universelle de 1867, il construit un ballon captif à hydrogène de 5 000 m3, situé avenue de Suffren, actionné pour la première fois par un treuil à vapeur.
En 1869, il construit un ballon de 12 000 m3 à Londres.
En 1874, il dessine un système de suspension pour les wagons de chemins de fer.
Contrairement à la tendance de l'époque qui était d'utiliser le gaz de ville (plus facile à obtenir), il préfère miser sur l'hydrogène (meilleur porteur), se concentrant sur les méthodes de production.
Il perfectionne les procédés de fabrication d'hydrogène à la veille de la construction de son nouveau et gigantesque ballon.

### Exposition universelle de 1878

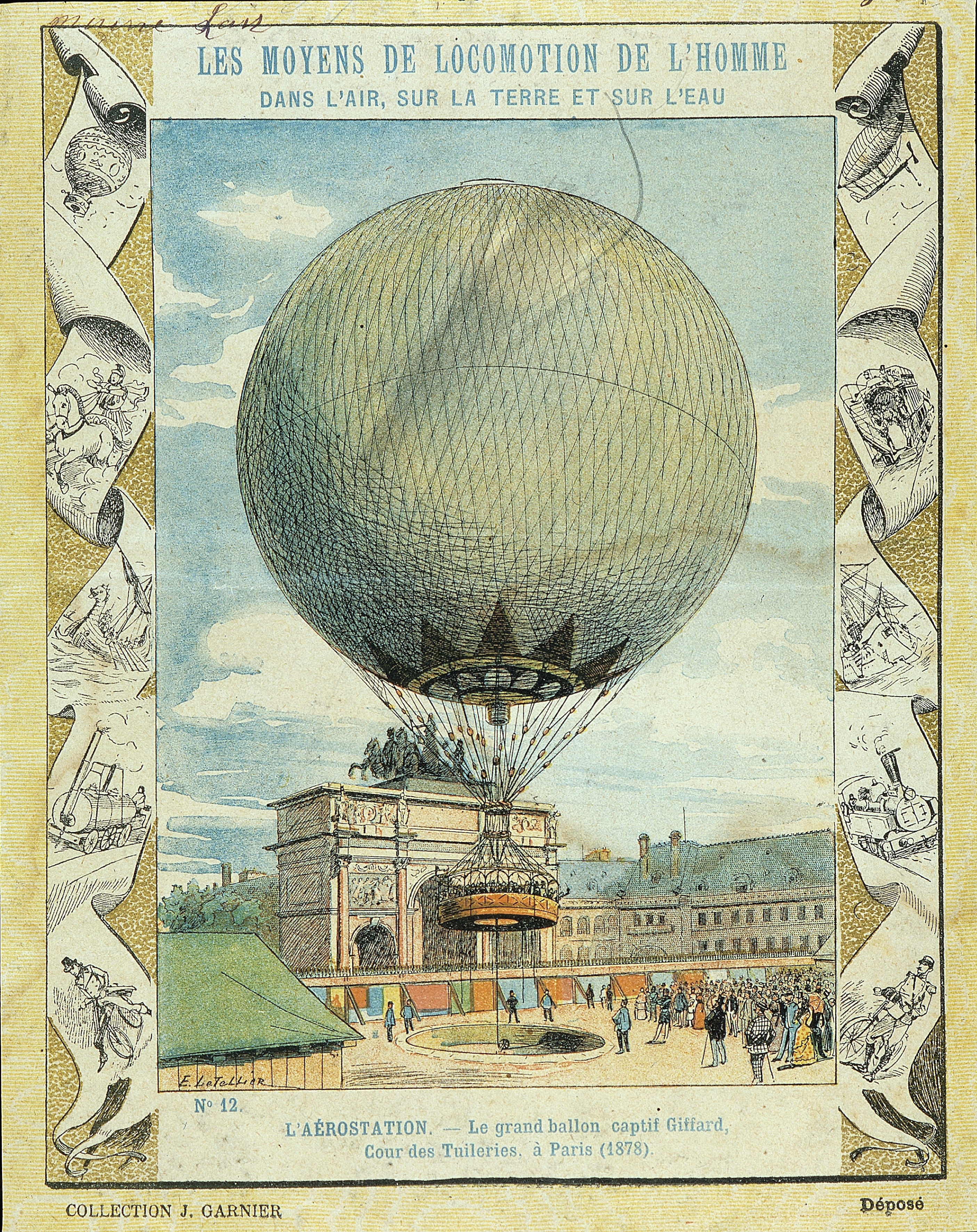

Il construit un ballon captif de 25 000 m3 pour l'exposition universelle de Paris de 1878, capable d'emporter 40 passagers. 
Ce ballon, décollant des Tuileries, sera l'une des principales attractions de l'exposition. On a dit qu'il fit voler en deux mois autant de personnes que depuis le début de l'aérostation, soit un siècle environ. Une dizaine d'ascensions par jour emmenaient les passagers jusqu'à plus de 500 mètres.
Parallèlement au ballon captif, la machine servant à produire le gaz a permis de gonfler de nombreux ballons libres, permettant des ascensions variées, parfois par groupes (jusqu'à trois ballons simultanément).

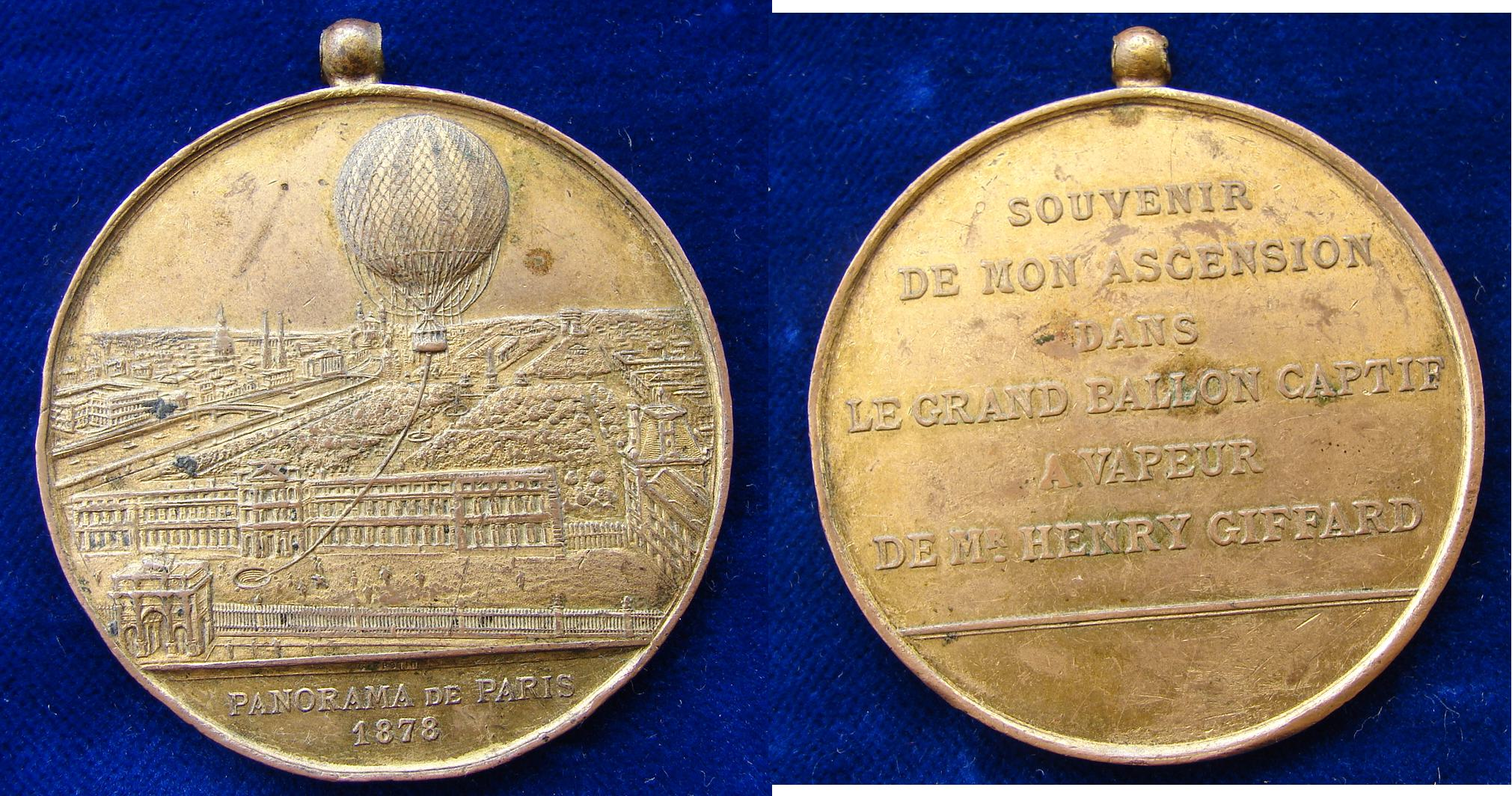
Le ballon captif d'Henri Giffard au-dessus de Paris en 1878.

### Décès et testament
Ne s'accommodant pas de sa cécité naissante, il se donne la mort le 15 avril 1882 en respirant du chloroforme, léguant son patrimoine à la nation pour qu'il serve aux pauvres et à des buts scientifiques et humanitaires. Il fut le mécène de nombreux aéronautes.
Il est inhumé au cimetière du Père-Lachaise (21e division).

## Distinctions
- Chevalier de la Légion d'honneur (1863)

## Honneurs
- Il reçoit en 1859 le prix de mécanique de l'Académie des sciences sans même avoir présenté de dossier.
- Son nom est inscrit sur la liste des soixante-douze noms de savants inscrits sur la tour Eiffel.
- Rue Giffard dans le 13e arrondissement de Paris.